# Con otro acento
Con otro acento fue un programa de televisión, emitido por La 1 de Televisión española, en 1976. 

## Formato
A modo de documental y rodada en escenarios naturales, el programa acercaba a los españoles la realidad de los diferentes países de Latinoamérica: su cultura, folklore, costumbres, gastronomía, etc.

## Listado de episodios
1. Venezuela I (14 de agosto de 1976)
2. Venezuela II (23 de agosto de 1976)
3. Bolivia (6 de septiembre de 1976)
4. Guatemala (20 de septiembre de 1976)
5. Perú I (29 de enero de 1977)
6. Perú II (5 de febrero de 1977)
7. Argentina (12 de febrero de 1977)
8. Ecuador (19 de febrero de 1977)
9. Panamá (5 de marzo de 1977)
10. Honduras (12 de marzo de 1977)
11. Uruguay (19 de marzo de 1977)
12. Nicaragua (26 de marzo de 1977)
13. El Salvador (2 de abril de 1977)
14. Paraguay (16 de abril de 1977)
15. Brasil I (23 de abril de 1977)
16. Brasil II (30 de abril de 1977)
17. Puerto Rico (14 de mayo de 1977)
18. Costa Rica (2 de julio de 1977)
19. Chile (9 de julio de 1977)
20. República Dominicana (16 de julio de 1977)
21. Colombia (23 de julio de 1977)
22. Cuba (30 de julio de 1977)
23. México (6 de agosto de 1977)